# Operculina lancifolia
Operculina lancifolia är en vindeväxtart som beskrevs av Homer Doliver House. Operculina lancifolia ingår i släktet Operculina och familjen vindeväxter. Inga underarter finns listade i Catalogue of Life.